# Джани Версаче
Джани Версаче е италиански моден дизайнер на дрехи и сценични тоалети. Повлиян е от творчеството на Анди Уорхол, древноримската и древногръцка култура както и от абстрактното изкуство. Смятан е за един от най-колоритните и талантливи дизайнери на XX век.
Основател е на модна къща Versace („Версаче“). Първият бутик е отворен в Милано на Via della Spiga през 1978 г.

## Биография
Джани Версаче е роден в Реджо ди Калабрия, Италия, където расте със своите брат и сестра Санто и Донатела, заедно със своя баща и майка шивачка, Франческа.
През 1971 г. на 25-годишна възраст решава да се премести в Милано. Там работи като дизайнер за Genny, Complice and Callaghan.
През 1982 г. среща модела Антонио Д'Амико (Antonio D'Amico). Двамата се влюбват и живеят заедно до смъртта на Версаче.
На 25 януари 1989 г. обявява основаването на модна къща „Версаче“.
През 1992 г. Версаче навлиза в парфюмерийния бизнес и представя парфюма Versus Donna в Милано.
През юли 1997 г. дизайнерът е застрелян пред дома си в Саут Бийч, Флорида. Основният заподозрян за убийството му, Андрю Кунанан, е намерен мъртъв в навес за лодки на плажа в Маями на 23 юли същата година.

## Филмография

### Дизайнер на костюми
- Ballet for tino (1997)
- Judge Dredd (1995)
- Shakespeare Shorts (1996, TV сериал)
- Showgirls (1995)
- Kika (1993)
- Vacanze di Natale (известен и като Christmas Vacations, 1991)
- Cin cin (известен и като A Fine Romance, 1991)
- As Long as It's Love (1989)
- Miami Vice (1989, тв сериал)

### Актьор
- Catwalk (1996)
- Spiceworld (1997) – сцените са изтрити поради смъртта му, която настъпва преди премиерата на филма.

## Награди
- Американски „Оскар“ за мода на 1 февруари 1993 г.
- Президентът на Италианската република Франческо Косига го удостоява със званието Commendatore della Repubblica Italiana на 24 януари 1986 г.